# Rio Begheiu Mic
O Rio Begheiu Mic é um rio da Romênia afluente do Timişaţ Canal, localizado no distrito de Timiş.